# یوگنی لوپاتین
یوگنی لوپاتین (انگلیسی: Yevgeny Lopatin؛ ۲۶ دسامبر ۱۹۱۷ – ۲۱ ژوئیهٔ ۲۰۱۱) وزنه‌بردار اهل روسیه بود.
وی در مسابقات کشوری و بین‌المللی در مجموع برندهٔ ۲ مدال طلا، ۳ مدال نقره شده‌است.